# Orano Démantèlement et services
Orano Démantèlement et Services, auparavant nommée Société des Techniques en milieu Ionisant (STMI), est l'entité spécialisée du groupe Orano dans les métiers de l'assainissement-démantèlement des installations nucléaires à l'arrêt, de la gestion de déchets radioactifs et des services en soutien à l'exploitation d'installations nucléaires (logistique industrielle, maintenance spécialisée, sécurité radiologique).
La société résulte de la fusion au sein de STMI au 1er janvier 2018, des sociétés POLINORSUD, MSIS ASSISTANCE et AMALIS (Assainissement Maintenance Assistance Logistique sur Installations et Services).
Depuis 2023, la société est en cours d'absorption de la branche Orano Démantèlement (fusion prévue fin 2025).
C'est une filiale à 74 % du groupe Orano (26 % restant appartenant à EDEV, filiale EDF)

## Domaine d'activité
- Démantèlement nucléaire ;
- Assainissement et décontamination ;
- Traitement et conditionnement des déchets et effluents nucléaires ;
- Radioprotection et mesures nucléaires ;
- Maintenance nucléaire spécialisée (robinetterie, chaudronnerie, moyens de levage, etc.)[5] ;
- Logistique industrielle (coordination d'activités, logistique de chantier, gestion d'outillage, etc.)[6] ;
- Pose et retrait d'échafaudages et de calorifuges[7];
- Recherche et développement.

## Filiales
Ses filiales (TRIHOM, Orano DA, Orano Cotumer, Orano KSE, Orano STII) effectuent des prestations de services pour 90 % dans l'industrie nucléaire.
Elles interviennent dans les domaines suivants :
- Formation professionnelle pour le nucléaire et les techniques industrielles (TRIHOM) ;
- Recherche de Matériaux et Produits Contenant de l'Amiante (MPCA) et des mesures d'empoussièrement en fibres d'amiante (Orano DA)[9] ;
- Maintenance mécanique sur machines tournantes, réducteurs et multiplicateurs de vitesse dans les secteurs de l'industrie nucléaire et conventionnelle (Orano Cotumer)[10] ;
- Maintenance spécialisée (robinetterie) et prestations de chaudronnerie de type ancrage, supportage, tuyauterie, etc. (Orano KSE et Orano STII)[11].